# Pomport
Pomport est une commune française située dans le département de la Dordogne, en région Nouvelle-Aquitaine.

## Géographie

### Généralités
La commune de Pomport est située dans le sud-ouest du département de la Dordogne et dans l'aire d'attraction de Bergerac.
Le village de Pomport, à l'intersection des routes départementales 16E1 et 17, se trouve en distances orthodromiques, dix kilomètres au sud-ouest de Bergerac et douze kilomètres au nord d'Eymet.
La commune est également desservie par les routes départementales 14, 16 et 16E2.
Le sentier de grande randonnée GR 6 parcourt le territoire communal au nord et à l'ouest.

### Communes limitrophes
Pomport est limitrophe de sept autres communes.
| Gageac-et-Rouillac | Lamonzie-Saint-Martin | Saint-Laurent-des-Vignes |
|                    | Pomport               | Monbazillac              |
| Cunèges            | Sigoulès-et-Flaugeac  | Rouffignac-de-Sigoulès   |

### Géologie et relief

#### Géologie
Situé sur la plaque nord du Bassin aquitain et bordé à son extrémité nord-est par une frange du Massif central, le département de la Dordogne présente une grande diversité géologique. Les terrains sont disposés en profondeur en strates régulières, témoins d'une sédimentation sur cette ancienne plate-forme marine. Le département peut ainsi être découpé sur le plan géologique en quatre gradins différenciés selon leur âge géologique. Pomport est située dans le quatrième gradin à partir du nord-est, un plateau formé de dépôts siliceux-gréseux et de calcaires lacustres de l'ère tertiaire.
Les couches affleurantes sur le territoire communal sont constituées de formations superficielles du Quaternaire et de roches sédimentaires datant du Cénozoïque. La formation la plus ancienne, notée e6b, se compose de molasses inférieures (faciès argileux dominant)  (Bartonien supérieur continental). La formation la plus récente, notée Fy3-z, fait partie des formations superficielles de type alluvions subactuelles à actuelles. Le descriptif de ces couches est détaillé dans  les feuilles « no 806 - Bergerac » et « no 830 - Eymet » de la carte géologique au 1/50 000 de la France métropolitaine, et leurs notices associées,.

Carte géologique de Pomport.

#### Relief et paysages
Le département de la Dordogne se présente comme un vaste plateau incliné du nord-est (491 m, à la forêt de Vieillecour dans le Nontronnais, à Saint-Pierre-de-Frugie) au sud-ouest (2 m à Lamothe-Montravel). L'altitude du territoire communal varie quant à elle entre 38 mètres à l'ouest, là où la Gardonnette quitte la commune pour servir de limite entre celles de Cunèges et Gageac-et-Rouillac, et 171 mètres au sud-ouest du lieu-dit le Chrisly.
Dans le cadre de la Convention européenne du paysage entrée en vigueur en France le 1er juillet 2006, renforcée par la loi du 8 août 2016 pour la reconquête de la biodiversité, de la nature et des paysages, un atlas des paysages de la Dordogne a été élaboré sous maîtrise d’ouvrage de l’État et publié en octobre 2020. Les paysages du département s'organisent en huit unités paysagères,. La commune est dans le Bergeracois, une région naturelle présentant un relief contrasté, avec les deux grandes vallées de la Dordogne et du Dropt séparées par un plateau plus ou moins vallonné, dont la pente générale s’incline doucement d’est en ouest. Ce territoire offre des paysages ouverts qui tranchent avec les paysages périgourdins. Il est composé de vignes, vergers et cultures,.
La superficie cadastrale de la commune publiée par l'Insee, qui sert de référence dans toutes les statistiques, est de 19,55 km2,,. La superficie géographique, issue de la BD Topo, composante du Référentiel à grande échelle produit par l'IGN, est quant à elle de 19,53 km2.

### Hydrographie

#### Réseau hydrographique
La commune est située dans le bassin de la Dordogne au sein du Bassin Adour-Garonne. Elle est drainée par la Gardonnette, le ruisseau de la Peyronnette, le Courbarieux, et par divers petits cours d'eau, qui constituent un réseau hydrographique de 33 km de longueur totale,.
La Gardonnette, d'une longueur totale de 24,6 km, prend sa source dans la commune de Bouniagues et se jette dans la Dordogne en rive gauche en limite de Gardonne et de Lamonzie-Saint-Martin, face à Saint-Pierre-d'Eyraud,. Elle borde la commune au sud-ouest sur sept kilomètres, face à Sigoulès-et-Flaugeac et Cunèges.
Le ruisseau de la Peyronnette, affluent de rive droite de la Gardonnette, prend sa source dans le nord-est de la commune et la baigne en direction du nord-ouest sur plus de trois kilomètres et demi.
Autres affluents de rive droite de la Gardonnette, le Courbarieux prend sa source sur la commune et l'arrose sur plus de quatre kilomètres dont la majeure partie sert de limite naturelle au sud-est, face à Rouffignac-de-Sigoulès, ainsi qu'un ruisseau homonyme qui prend sa source au centre de la commune et l'arrose en direction de l'ouest sur près de trois kilomètres.

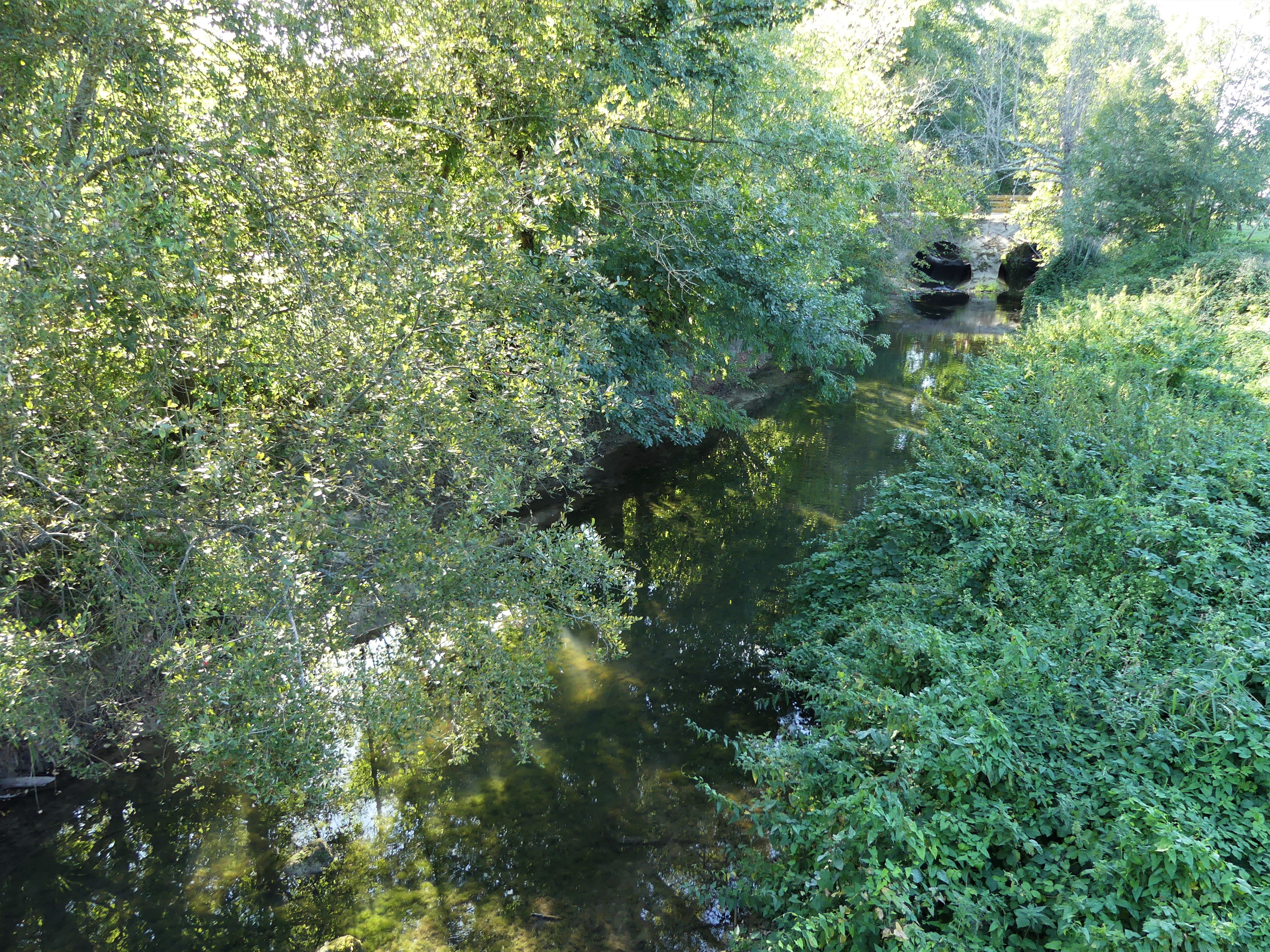
La Gardonnette en limite de Sigoulès-et-Flaugeac (à gauche) et Pomport.
Réseaux hydrographique et routier de Pomport.

#### Gestion et qualité des eaux
Le territoire communal est couvert par le schéma d'aménagement et de gestion des eaux (SAGE) « Dordogne Atlantique ». Ce document de planification, dont le territoire correspond au sous‐bassin le plus aval du bassin versant de la Dordogne (aval de la confluence Dordogne - Vézère)., d'une superficie de 2 700 km2 est en cours d'élaboration. La structure porteuse de l'élaboration et de la mise en œuvre est l'établissement public territorial de bassin de la Dordogne (EPIDOR). Il définit sur son territoire les objectifs généraux d’utilisation, de mise en valeur et de protection quantitative et qualitative des ressources en eau superficielle et souterraine, en respect des objectifs de qualité définis dans le troisième SDAGE  du Bassin Adour-Garonne qui couvre la période 2022-2027, approuvé le 10 mars 2022.
La qualité des eaux de baignade et des cours d’eau peut être consultée sur un site dédié géré par les agences de l’eau et l’Agence française pour la biodiversité.

### Climat
Pour des articles plus généraux, voir Climat de la Nouvelle-Aquitaine et Climat de la Dordogne.
Historiquement, la commune est exposée à un climat océanique aquitain.  
En 2020, Météo-France publie une typologie des climats de la France métropolitaine dans laquelle la commune est exposée à un climat océanique et est dans la région climatique  Aquitaine, Gascogne, caractérisée par une pluviométrie abondante au printemps, modérée en automne, un faible ensoleillement au printemps, un été chaud (19,5 °C), des vents faibles, des brouillards fréquents en automne et en hiver et des orages fréquents en été (15 à 20 jours).
Pour la période 1971-2000, la température annuelle moyenne est de 12,8 °C, avec  une amplitude thermique annuelle de 15,1 °C. Le cumul annuel moyen de précipitations est de 841 mm, avec 11,4 jours de précipitations en janvier et 6,8 jours en juillet. Pour la période 1991-2020, la température moyenne annuelle observée sur la station météorologique la plus proche, située sur la commune de Bergerac à 9 km à vol d'oiseau, est de 13,2 °C et le cumul annuel moyen de précipitations est de 792,9 mm,. Pour l'avenir, les paramètres climatiques de la commune estimés pour 2050 selon différents scénarios d’émission de gaz à effet de serre sont consultables sur un site dédié publié par Météo-France en novembre 2022.

## Urbanisme

### Typologie
Au 1er janvier 2024, Pomport est catégorisée commune rurale à habitat dispersé, selon la nouvelle grille communale de densité à 7 niveaux définie par l'Insee en 2022.
Elle est située hors unité urbaine. Par ailleurs la commune fait partie de l'aire d'attraction de Bergerac, dont elle est une commune de la couronne,. Cette aire, qui regroupe 73 communes, est catégorisée dans les aires de 50 000 à moins de 200 000 habitants,.

### Occupation des sols
L'occupation des sols de la commune, telle qu'elle ressort de la base de données européenne d’occupation biophysique des sols Corine Land Cover (CLC), est marquée par l'importance des territoires agricoles (91,4 % en 2018), en diminution par rapport à 1990 (92,7 %). La répartition détaillée en 2018 est la suivante : 
cultures permanentes (75 %), zones agricoles hétérogènes (9,9 %), forêts (7,3 %), prairies (6,5 %), zones urbanisées (1,3 %). L'évolution de l’occupation des sols de la commune et de ses infrastructures peut être observée sur les différentes représentations cartographiques du territoire : la carte de Cassini (XVIIIe siècle), la carte d'état-major (1820-1866) et les cartes ou photos aériennes de l'IGN pour la période actuelle (1950 à aujourd'hui).

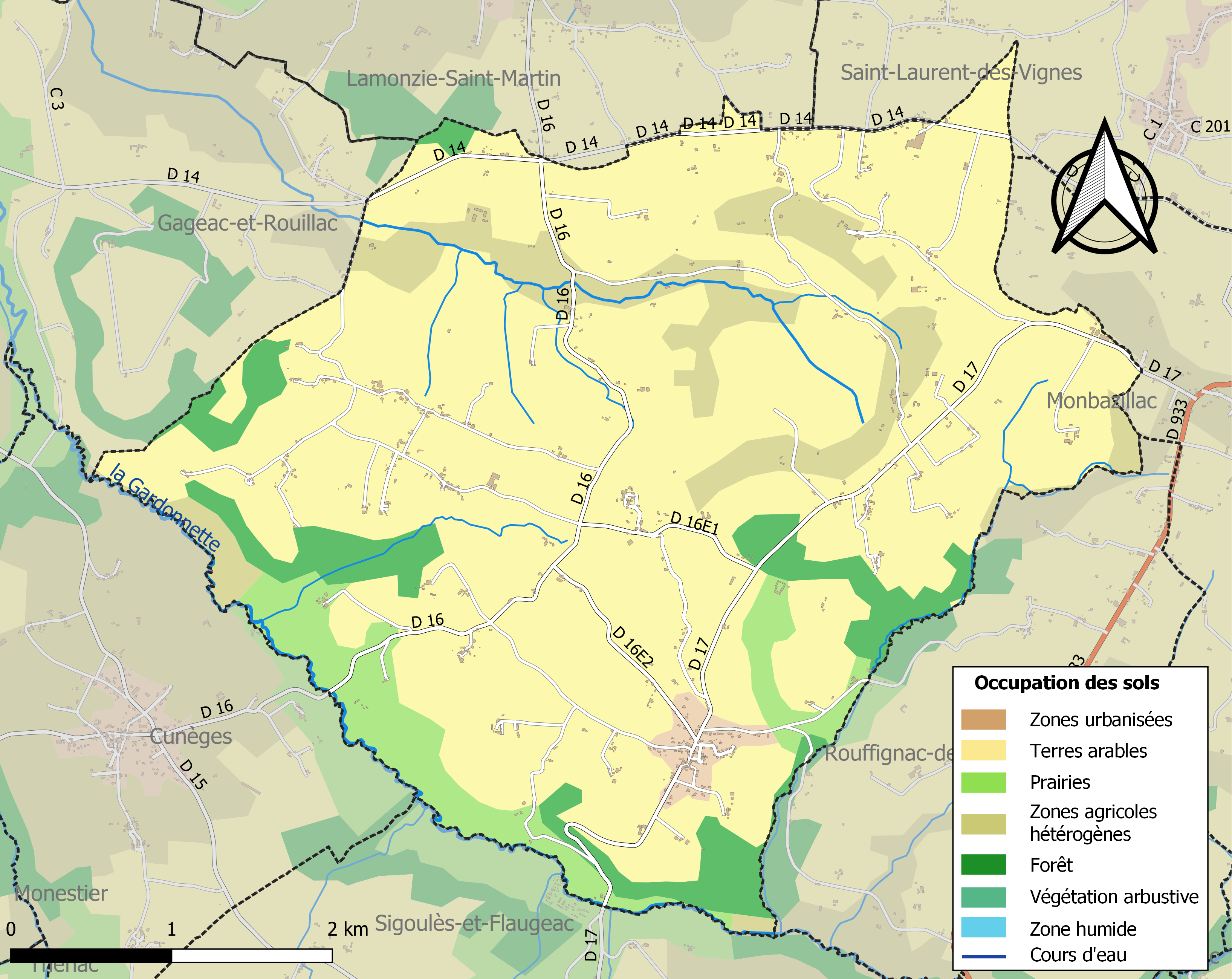
Carte des infrastructures et de l'occupation des sols de la commune en 2018 (CLC).

### Prévention des risques
Le territoire de la commune de Pomport est vulnérable à différents aléas naturels : météorologiques (tempête, orage, neige, grand froid, canicule ou sécheresse), feux de forêts, mouvements de terrains et séisme (sismicité très faible). Un site publié par le BRGM permet d'évaluer simplement et rapidement les risques d'un bien localisé soit par son adresse soit par le numéro de sa parcelle.
Pomport est exposée au risque de feu de forêt. L’arrêté préfectoral du 14 mars 2013 fixe les conditions de pratique des incinérations et de brûlage dans un objectif de réduire le risque de départs d’incendie. À ce titre, des périodes sont déterminées : interdiction totale du 15 février au 15 mai et du 15 juin au 15 octobre, utilisation réglementée du 16 mai au 14 juin et du 16 octobre au 14 février. En septembre 2020, un plan inter-départemental de protection des forêts contre les incendies (PidPFCI) a été adopté pour la période 2019-2029,.

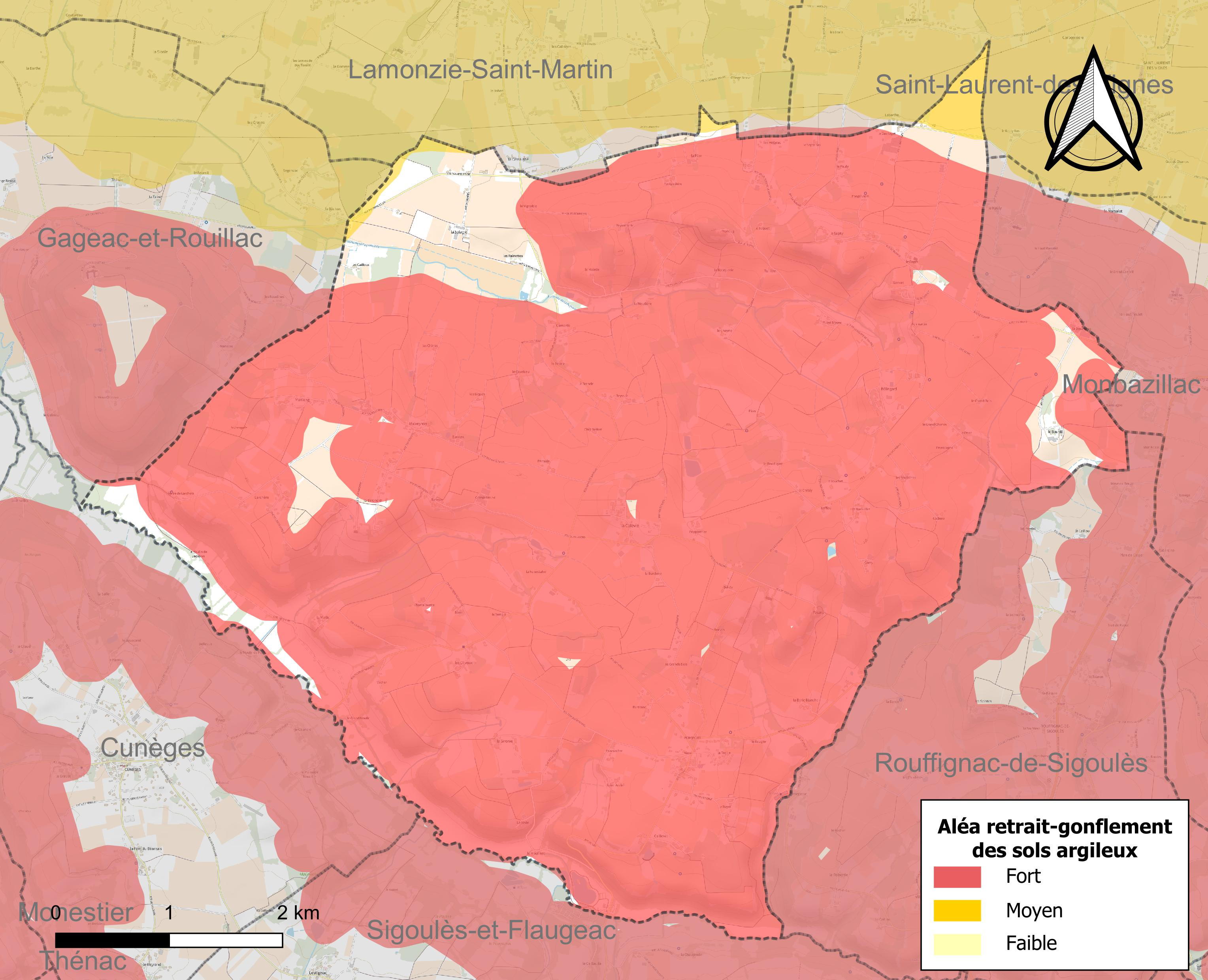
Carte des zones d'aléa retrait-gonflement des sols argileux de Pomport.

Les mouvements de terrains susceptibles de se produire sur la commune sont des tassements différentiels. Le retrait-gonflement des sols argileux est susceptible d'engendrer des dommages importants aux bâtiments en cas d’alternance de périodes de sécheresse et de pluie. 91,8 % de la superficie communale est en aléa moyen ou fort (58,6 % au niveau départemental et 48,5 % au niveau national métropolitain). Depuis le 1er octobre 2020, en application de la loi ÉLAN, différentes contraintes s'imposent aux vendeurs, maîtres d'ouvrages ou constructeurs de biens situés dans une zone classée en aléa moyen ou fort,.
La commune a été reconnue en état de catastrophe naturelle au titre des dommages causés par les inondations et coulées de boue survenues en 1982, 1986, 1999 et 2018, par la sécheresse en 1992, 1995, 2005, 2011 et 2017 et par des mouvements de terrain en 1999.

## Toponymie
En occitan, la commune porte le nom de Pompòrt.

## Politique et administration

### Intercommunalité
Fin 2003, Pomport intègre dès sa création la communauté de communes des Coteaux de Sigoulès. Celle-ci fusionne avec l'ancienne communauté d'agglomération bergeracoise au 1er janvier 2017 pour former la nouvelle communauté d'agglomération bergeracoise.

### Administration municipale
La population de la commune étant comprise entre 500 et 1 499 habitants au recensement de 2017, quinze conseillers municipaux ont été élus en 2020,.

### Liste des maires
| Période                                  | Période  | Identité         | Étiquette | Qualité                                                   |
| ---------------------------------------- | -------- | ---------------- | --------- | --------------------------------------------------------- |
| Les données manquantes sont à compléter. |          |                  |           |                                                           |
| av.1958                                  | ?        | Albert Géraud    | UNR       | Viticulteur, suppléant du député Henri Sicard (1958-1962) |
|                                          |          |                  |           |                                                           |
| juin 1995                                | mai 2020 | Jean-Paul Jammes | PRG       | Retraité de l'équipement                                  |
| mai 2020                                 | En cours | Anthony Castaing |           | Vigneron                                                  |

### Jumelages
Bréhan (France) depuis 1987

## Équipements et services publics

### Justice
Dans le domaine judiciaire, Pomport relève : 
- du tribunal judiciaire, du tribunal pour enfants, du conseil de prud'hommes et du tribunal de commerce de Bergerac ;
- du pôle Nationalité du tribunal judiciaire de Périgueux (compétent uniquement dans le domaine de la nationalité) ;
- de la cour d'appel, du tribunal administratif et de la  cour administrative d'appel de Bordeaux.

## Population et société

### Démographie
L'évolution du nombre d'habitants est connue à travers les recensements de la population effectués dans la commune depuis 1793. Pour les communes de moins de 10 000 habitants, une enquête de recensement portant sur toute la population est réalisée tous les cinq ans, les populations de référence des années intermédiaires étant quant à elles estimées par interpolation ou extrapolation. Pour la commune, le premier recensement exhaustif entrant dans le cadre du nouveau dispositif a été réalisé en 2006.

En 2022, la commune comptait 738 habitants, en évolution de −0,67 % par rapport à 2016 (Dordogne : +0,37 %, France hors Mayotte : +2,11 %).
| 1793  | 1800  | 1806  | 1821  | 1831  | 1836  | 1841  | 1846  | 1851  |
| ----- | ----- | ----- | ----- | ----- | ----- | ----- | ----- | ----- |
| 1 385 | 1 207 | 1 253 | 1 233 | 1 235 | 1 107 | 1 105 | 1 106 | 1 108 |

| 1856  | 1861  | 1866  | 1872 | 1876 | 1881 | 1886 | 1891 | 1896 |
| ----- | ----- | ----- | ---- | ---- | ---- | ---- | ---- | ---- |
| 1 057 | 1 024 | 1 022 | 987  | 991  | 915  | 805  | 790  | 828  |

| 1901 | 1906 | 1911 | 1921 | 1926 | 1931 | 1936 | 1946 | 1954 |
| ---- | ---- | ---- | ---- | ---- | ---- | ---- | ---- | ---- |
| 873  | 880  | 829  | 830  | 852  | 870  | 866  | 880  | 943  |

| 1962 | 1968 | 1975 | 1982 | 1990 | 1999 | 2006 | 2011 | 2016 |
| ---- | ---- | ---- | ---- | ---- | ---- | ---- | ---- | ---- |
| 868  | 765  | 673  | 641  | 655  | 707  | 769  | 812  | 743  |

| 2021 | 2022 | - | - | - | - | - | - | - |
| ---- | ---- | - | - | - | - | - | - | - |
| 732  | 738  | - | - | - | - | - | - | - |

### Manifestations culturelles et festivités
- Fête du village en juillet (40e édition en 2019[50]).

## Économie
Avec près de 60 % du territoire communal planté de vignes, les viticulteurs de la commune produisent des vins d'appellations monbazillac ou bergerac.

### Emploi
En 2015, parmi la population communale comprise entre 15 et 64 ans, les actifs représentent 356 personnes, soit 46,3 % de la population municipale. Le nombre de chômeurs (trente-trois) a augmenté par rapport à 2010 (vingt) et le taux de chômage de cette population active s'établit à 9,3 %.

### Établissements
Au 31 décembre 2015, la commune compte 110 établissements, dont quarante-six au niveau des commerces, transports ou services, quarante-trois dans l'agriculture, la sylviculture ou la pêche, huit dans la construction, sept dans l'industrie, et six relatifs au secteur administratif, à l'enseignement, à la santé ou à l'action sociale.

### Entreprises
Dans l'industrie, parmi les entreprises dont le siège social est en Dordogne, la société « Somaref » implantée à Pomport (fabrication de machines agricoles et forestières) se classe en 42e position quant au chiffre d'affaires hors taxes en 2015-2016, avec 5 950 k€.

## Culture locale et patrimoine

### Lieux et monuments
- Chapelle Saint-Mayme, des XIIe et XVe siècles, inscrite au titre des monuments historiques pour sa façade occidentale et son abside depuis 1974[56],[Note 6].
- Église Saint-Pierre-ès-Liens, XIXe siècle, que surmonte un étrange clocher crénelé.
- Château Bélingard, domaine viticole[57],[58].
- Manoir la Birondie, attesté en 1704[59], domaine viticole.
- Château Caillevel, attesté en 1322, domaine viticole[60].
- Château de la Gironie, attesté en 1740, domaine viticole[61].
- Château Ladesvignes, ou de la Dévigne, domaine viticole[62].
- Château de Malveyran, mentionné en 1496[63].
- Manoir de Montlong, attesté en 1273, domaine viticole[64].
- Château de Pécany, XIXe siècle[65].
- Manoir de la Salagre, au centre d'un domaine viticole[66]
- Château de Sanxet, XVe siècle, domaine viticole[67]. En 2012, il a servi de lieu de tournage du film Jappeloup[68]. Depuis 2018, les héritiers du domaine se disputent, notamment au sujet de la collection d'une cinquantaine de voitures anciennes et le frère aîné s'est autoproclamé gardien du domaine alors que la cour d'appel de Bordeaux a jugé en novembre 2022 qu'il était « occupant sans droit ni titre des lieux »[68].
- Anciens moulins à vent.

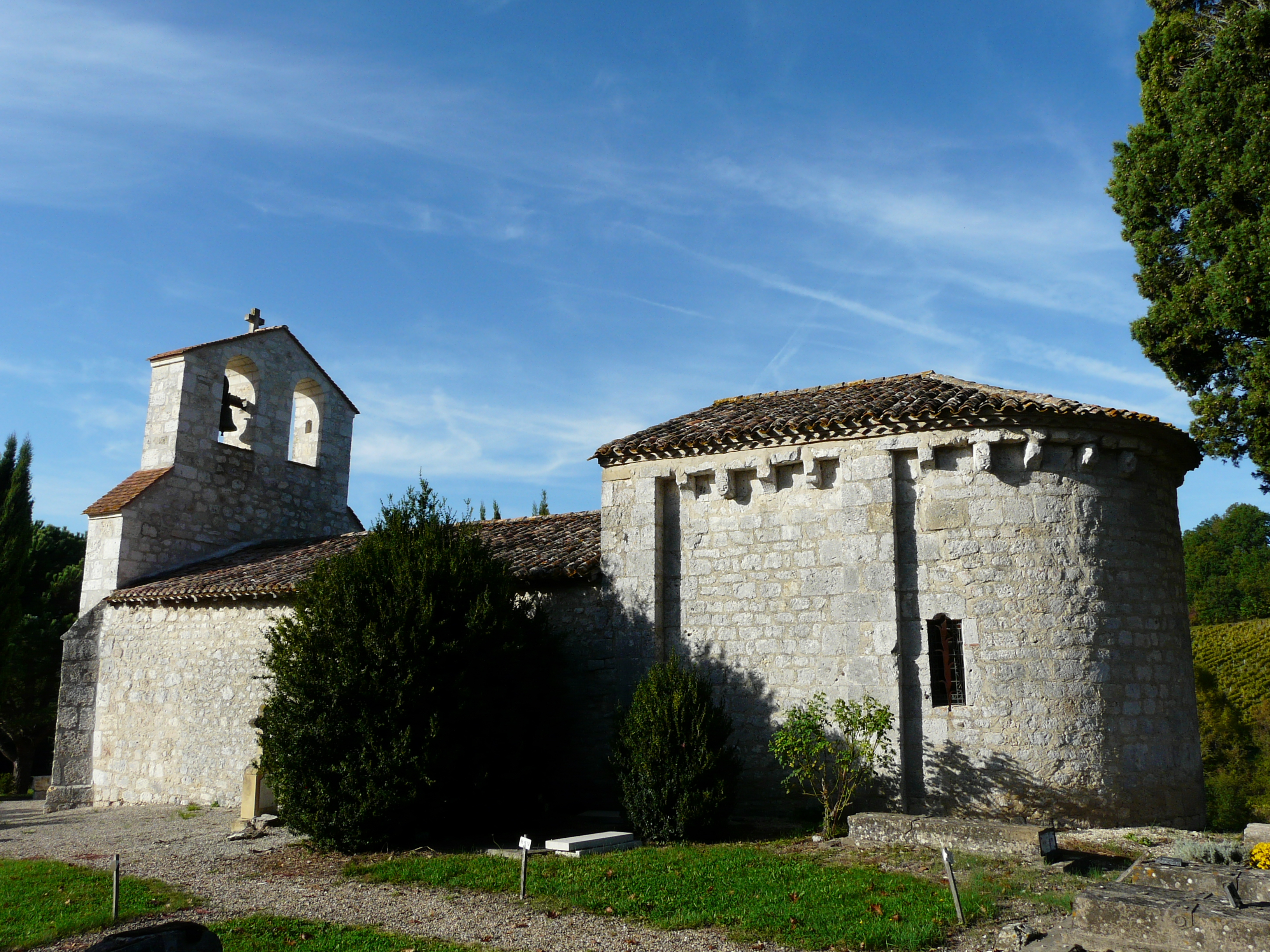
La chapelle Saint-Mayme.
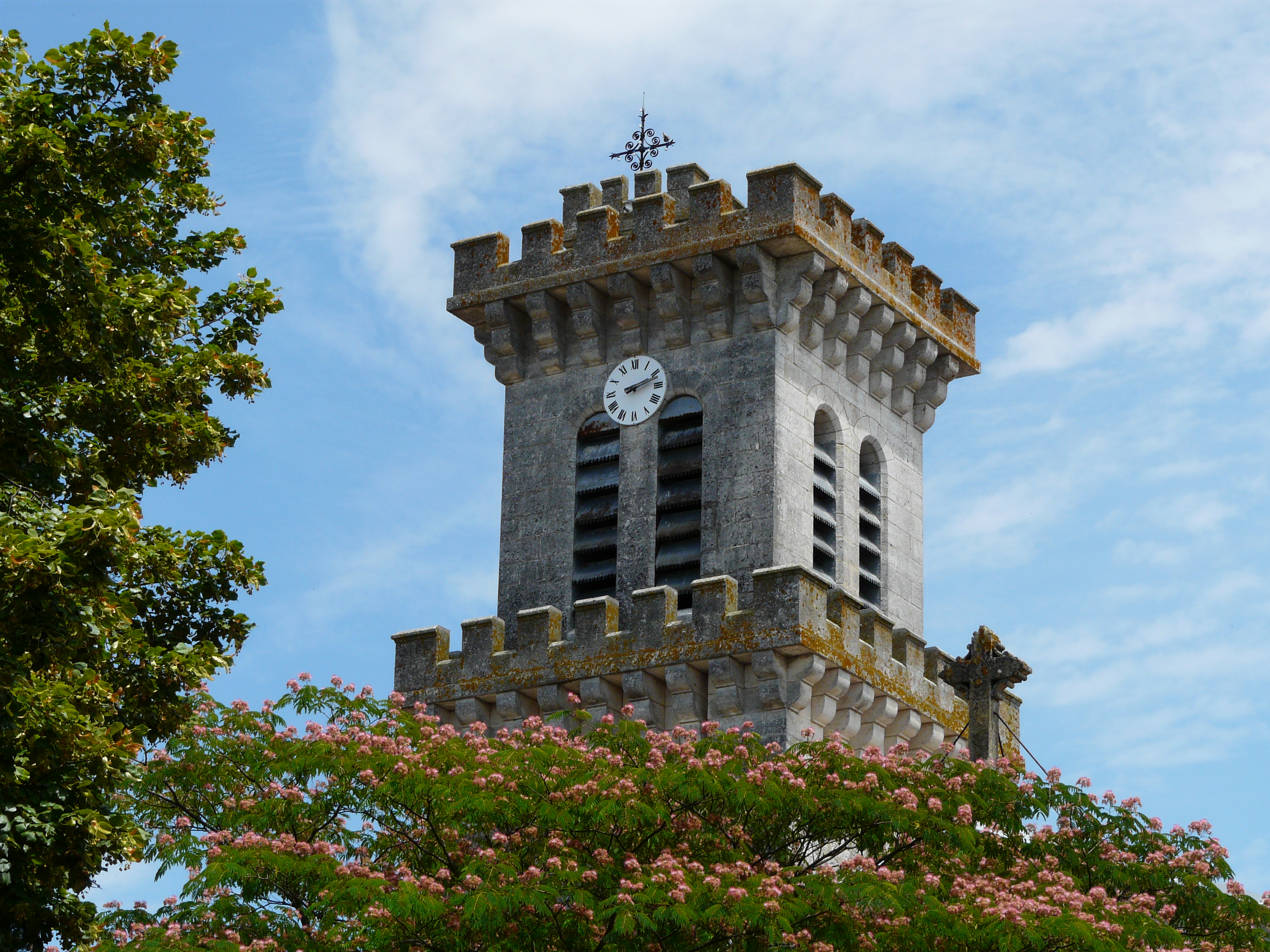
Le clocher crénelé de l'église Saint-Pierre-ès-Liens.
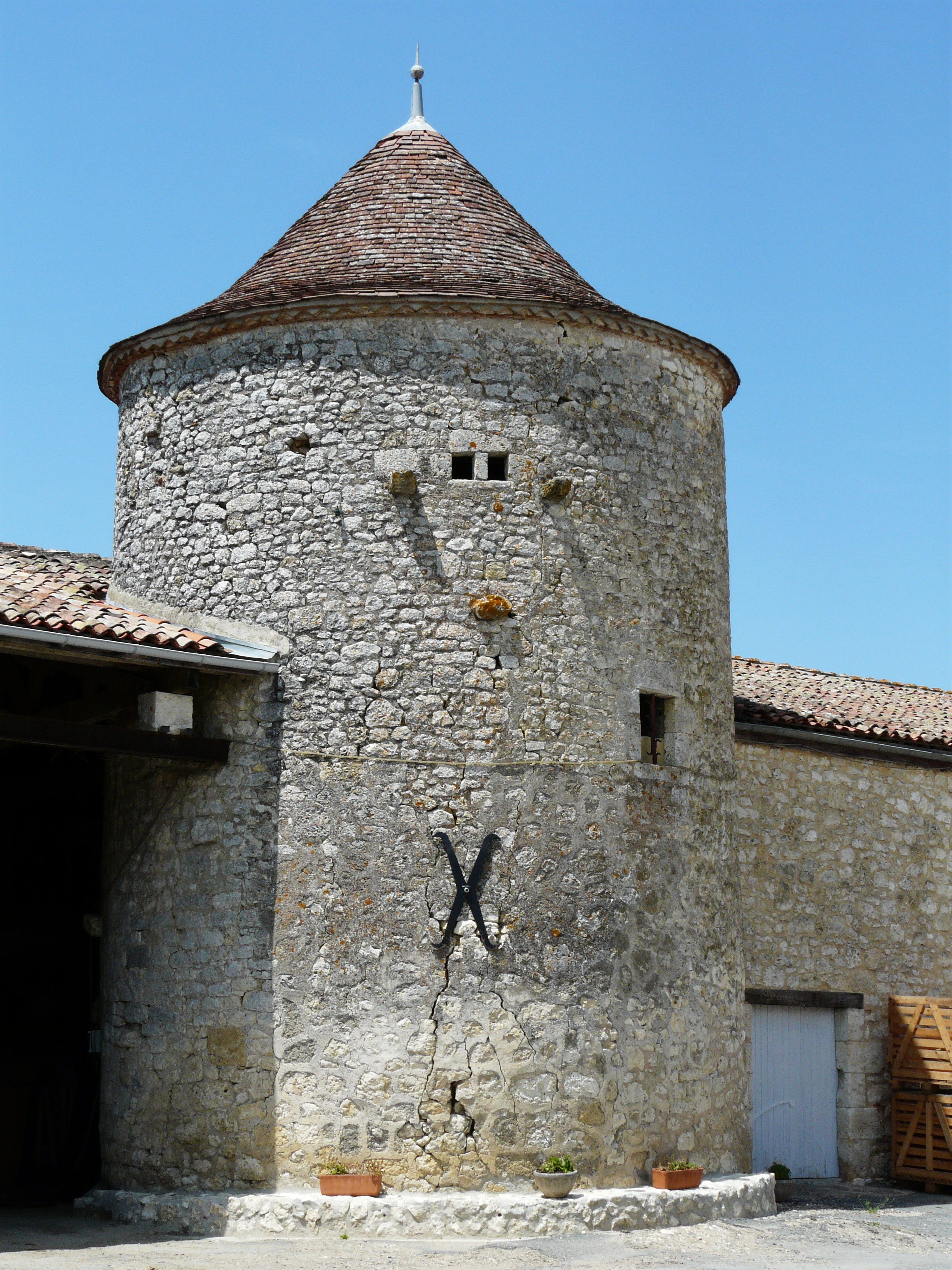
Le pigeonnier du château Ladesvignes.
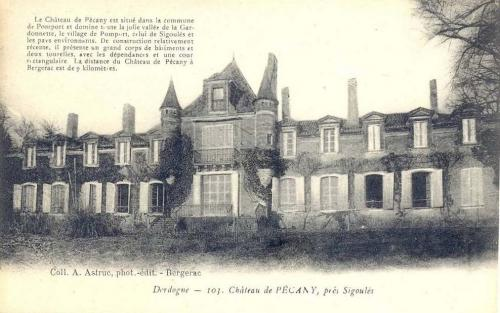
Le château de Pécany.
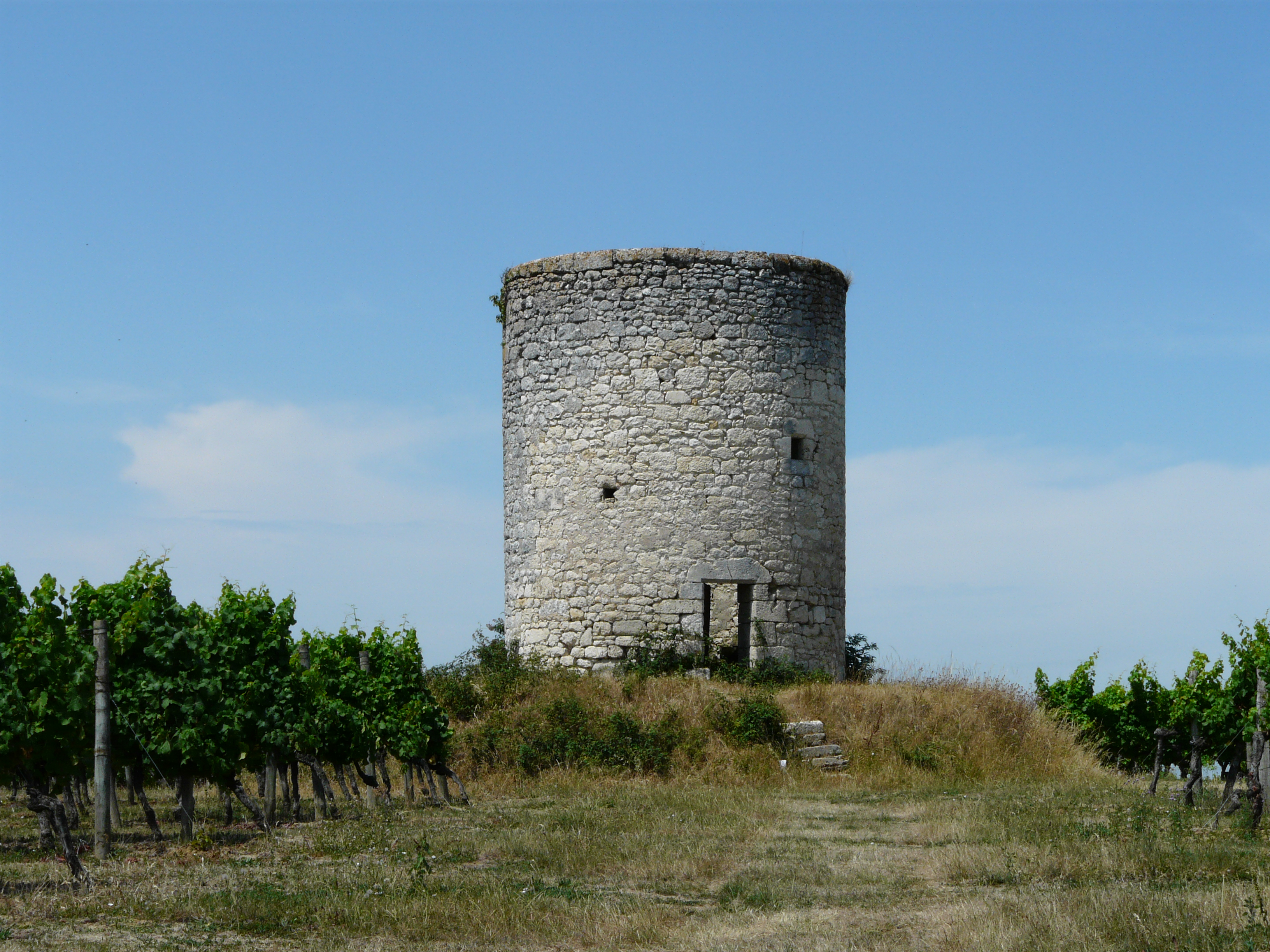
Ancien moulin à vent au milieu des vignes.

### Patrimoine naturel
Au sud-ouest, la Gardonnette borde le territoire communal sur plusieurs kilomètres. Sur deux tronçons (l'un compris entre les limites communales de Rouffignac-de-Sigoulès et Sigoulès, et l'autre entre les lieux-dits le Moulinot et le Grand Moulin, le cours d'eau et ses rives font partie d'une zone naturelle d'intérêt écologique, faunistique et floristique (ZNIEFF) de type I où pousse une plante rare, la fritillaire pintade, (Fritillaria meleagris) et fréquentée par trois espèces de chauves-souris : le Grand murin (Myotis myotis), le Minioptère de Schreibers (Miniopterus schreibersii) et le Rhinolophe euryale (Rhinolophus euryale),.

### Héraldique
| Blason de Pomport | Blason  | Parti de gueules et d'or, au clocher donjon du lieu, mouvant de la pointe et brochant de l'un en l'autre, accompagné en chef de deux grappes de raisin de l'un en l'autre. |
| Blason de Pomport | Détails | Le statut officiel du blason reste à déterminer. |

## Pour approfondir